# Lassi Järvenpää
Lassi Järvenpää (Helsinki, 28 ottobre 1996) è un calciatore finlandese, difensore svincolato.

## Palmarès

### Club

#### Competizioni nazionali
- Coppa di Lega finlandese: 1

HJK: 2015